# Province d'Oued Ed-Dahab
La province d'Oued Ed-Dahab est une subdivision à dominante rurale et le chef-lieu de la région marocaine de Dakhla-Oued Ed-Dahab. Son chef-lieu est Dakhla. Cette province administrée par le Maroc fait partie du Sahara occidental, territoire non autonome revendiqué à la fois par le Maroc et par la République arabe sahraouie démocratique (RASD).

## Histoire
Le 14 août est la date qui représente l'anniversaire de la récupération-par le Maroc-de la province de Oued Eddahab, un événement historique qui a couronné un long combat engagé depuis plusieurs décennies. Le processus d’indépendance du maroc s’est poursuivi jusqu’en 1979. A cette date la colonisation espagnole mis fin à son existence au sahara, qui est une étape historique dans la récupération de Oued Eddahab,.